# Тісна подвійна система

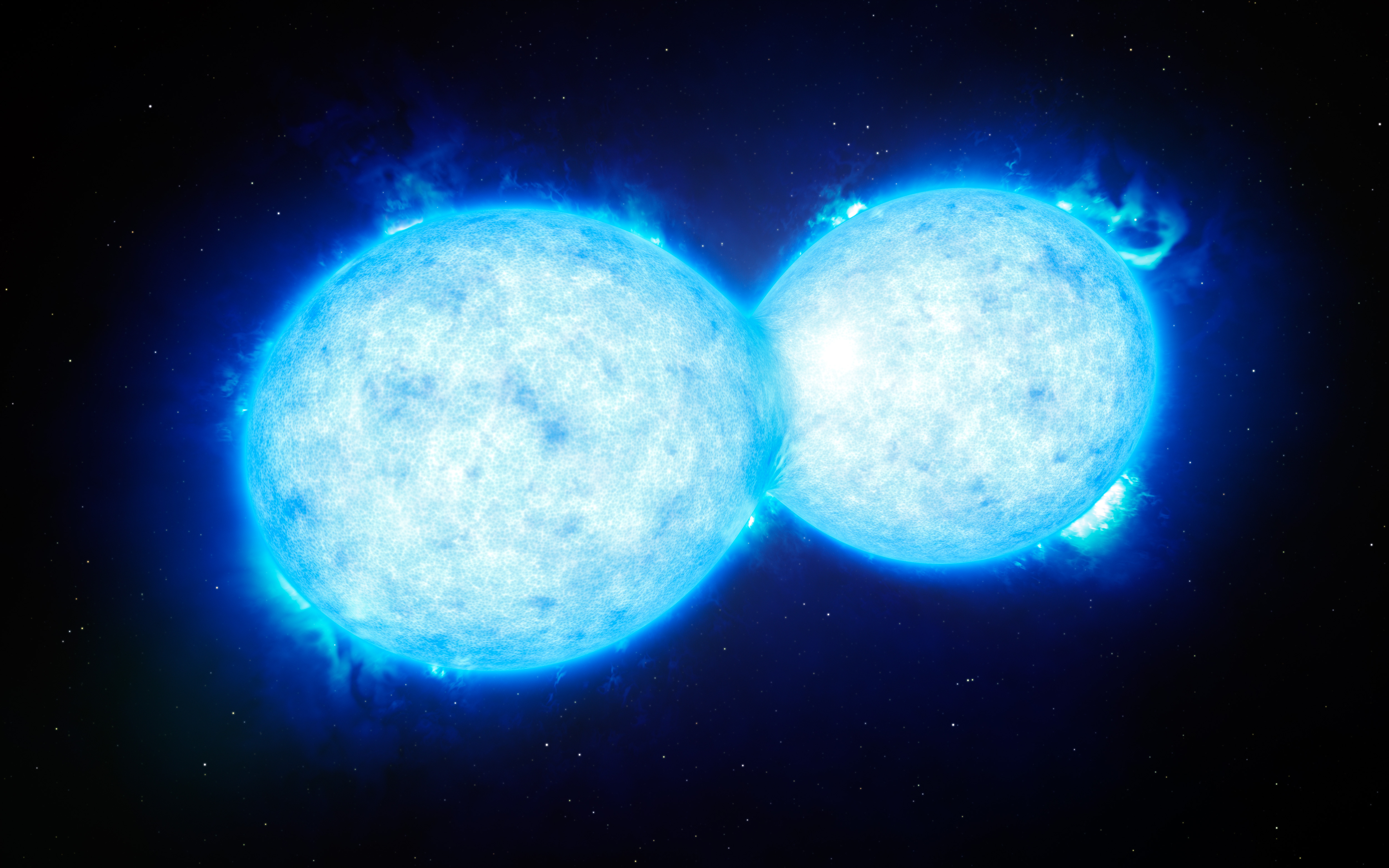
Контактно-подвійна зоряна система VFTS 352 в уявленні художника

Тісні подвійні системи — в астрономії: різновид подвійної зоряної системи, компоненти якої на певних етапах своєї можуть обмінюватися масою. Відстань між зорями в тісній подвійній системі порівнянна з розмірами самих зір; вони можуть навіть торкатися одна одної. У таких системах виникають складніші ефекти, ніж просто тяжіння: припливне викривлення форми, прогрів випромінюванням яскравішого супутника тощо. Обмін речовиною істотно впливає на хід зоряної еволюції, тому компоненти тісних подвійних систем еволюціонують зовсім не так, як звичайні зорі. Для астрономів особливий інтерес становлять системи, у яких один із компонентів перебуває на завершальній стадії еволюції.
Подвійну систему, зорі якої мають спільну атмосферну оболонку, називають також надконтактною[калька]. Практично всі відомі контактні подвійні системи — це подвійні затемнювані зорі, як-от зорі типу W Великої Ведмедиці.
Контактні подвійні зорі не слід плутати із зоряними системами зі спільною атмосферною оболонкою. Конфігурація двох зір, які торкаються одна одної, зазвичай залишається стабільною впродовж періоду від мільйонів до мільярдів років; система ж зі спільною атмосферною оболонкою є динамічно нестабільною фазою еволюції подвійної зорі, яка або скидає зоряну оболонку, або об'єднується в одну зорі в період від місяців до років.

## Еволюція тісних подвійних систем
В еволюції кожної зорі є етап, коли її розміри багаторазово збільшуються[джерело?] — вона стає гігантом або надгігантом. При цьому зовнішні шари такої зорі можуть потрапляти у сферу гравітаційного впливу зорі-супутника й перетікати на нього. Про таку зорю кажуть, що вона заповнює свою порожнину Роша. Унаслідок обміну речовиною маса зорі-донора зменшується, через що змінюється її спектральний клас і хід еволюції в моменти, коли обмін речовиною вже завершився.

Формування наднових зір типу Ia

Еволюція тісних подвійних систем залежить від початкових мас компонентів і відстані між ними. На ілюстрації для прикладу наведено еволюцію системи, у якій спалахує наднова типу Ia. Можна виділити кілька етапів:
1. Вихідна система складається з двох зір головної послідовності з масами менш як 10 мас Сонця. Компонент «B» трохи масивніше компонента «A».
2. Компонент «B», оскільки він масивніший, еволюціонує швидше і, природно, стає червоним гігантом раніше.
3. Компонент «B» заповнює свою порожнину Роша. Починається акреція речовини з нього на компонент «A».
4. Зоря «B» втрачає частину маси, а зоря «A» набуває її, унаслідок чого її температура підвищується, а еволюція — прискорюється.
5. Зоря «B» скинула зовнішню газову оболонку й перетворилася на білого карлика. Компонент «A» поки що залишається на головній послідовності.
6. Компонент «A» стає червоним гігантом, починається акреція його речовини на білий карлик. Така система може проявлятися як карликова нова, поляр або будь-який інший тип катаклізмічної змінної зорі.
7. Білий карлик набирає масу і наближається до межі Чандрасекара.
8. Відбувається гравітаційний колапс білого карлика і спалах наднової.
9. Компонент «B» повністю руйнується в результаті вибуху наднової.

Еволюція тісних подвійних систем залежить від багатьох параметрів і вимагає знання внутрішньої структури зір, з яких складаються такі системи, і процесів, які в них відбуваються. Тому всі можливі сценарії і їхні варіації вивчені ще не до кінця.

## Класи зір, які є тісними подвійними системами
Зоряні системи, у яких одна із зір завершила свою еволюцію, ставши компактним об'єктом, становлять величезний інтерес. Зважаючи на велику щільність компактних об'єктів, вони утворюють гравітаційні поля з колосальною щільністю енергії[джерело?]. Під час акреції газу ця енергія вивільняється й випромінюється. Такі системи зазвичай є джерелами жорсткого випромінювання і мають світність у мільйони разів більше світності Сонця[джерело?].
З білими карликами:
- Нові зорі

- Карликові нові

- Поляри й проміжні поляри

З нейтронними зорями:
- Рентгенівські пульсари

- Барстери

З нейтронними зорями або чорними дірами:
- Мікроквазари